# Doddifoenus burksi
Doddifoenus burksi — вид дрібних їздців родини Pteromalidae. Описаний у 2022 році.

## Поширення
Ендемік Індії. Виявлений поблизу міста Белур у штаті Карнатака.

## Спосіб життя
Паразитує на личинках вусачів, відкладаючи у них яйця.